# Aditya Vikram Sengupta
Pour les articles homonymes, voir Sengupta.
Aditya Vikram Sengupta, né le 6 septembre 1983 à Calcutta, en Inde, est un réalisateur, directeur de la photographie et graphiste indien.
Le premier film d'Aditya Vikram Sengupta, Asha Jaoar Majhe (ou Labour of Love), sorti en 2014 et présenté en avant-première à la 11e section Venice Days du Festival international du film de Venise remporte le prix national du meilleur premier film en Inde,.

## Biographie
Aditya Vikram Sengupta naît à Calcutta en 1983. Il fréquente la St. Xavier's Collegiate School et, après ses études, il est accepté au prestigieux National Institute of Design de Paldi, Ahmedabad. Il travaille ensuite chez Channel [V] pendant plusieurs années en tant que directeur de la promotion et de la création avant de devenir directeur à temps plein.
Sa première entreprise de réalisateur est le film bengali Asha Jaoar Majhe présenté en première aux 11e Venice Days au Festival international du film de Venise le 4 septembre 2014,. Aux 62e National Film Awards, il remporte le prix Indira Gandhi du meilleur premier film d'un réalisateur et de la meilleure audiographie.
Once Upon A Time In Calcutta (précédemment titré Memories and My Mother) est le troisième film d'Aditya et sa première collaboration avec le directeur de la photographie turc Gökhan Tiryaki. Tourné en 2019, Once Upon A Time in Calcutta est sélectionné pour la 78e Mostra de Venise 2021 dans la compétition Orizzonti.
Aditya est marié à Jonaki Bhattacharya, qui travaille également avec lui en tant que directeur artistique sur tous ses projets. Ensemble, ils ont formé For Films, la société qui a produit Asha Jaoar Majhe et Jonaki (2018).

## Filmographie partielle

### Au cinéma (scénario, réalisation, directeur de la photographie, monteur)
- 2014 : Asha Jaoar Majhe
- 2018 : Jonaki
- 2021 : Once Upon a Time in Calcutta (pas directeur de la photographie)